# Андрій Шандро
Андрі́й Ша́ндро (англ. Andrew Stefan Shandro; 3 квітня 1886, Русь Баніла, теперішній Банилів, Буковина — 13 січня 1942, Едмонтон) — канадський підприємець і громадський діяч українського походження. Під час Першої світової війни — лейтенант у канадському війську.

## Життєпис
Андрій Шандро, син Степана Шандра й Анастасії Осташенко, емігрував до Канади із батьками 1898 року: вони поселилися біля Ендрю (англ. Andrew), Альберта, — у місцевості, яка дістала назву від його роду — Шандро.
1905 — одружився з Рузею Гавриляк, дочкою Миколая Гавриляка з Буковини: у них народилося шестеро дітей. Відвідував Едмонтонський коледж бізнесу (англ. Edmonton Business College) — та з 1907 року працював федеральним інспектором гомстедів у Канаді.
1913 — став кандидатом-лібералом до Альбертської заканодавчої палати, його обрано — але суд оголосив його обрання недійсним. Кандидуючи удруге, був переобраним 15 березня 1915 року, а опісля — і в 1917 році: працював до 1921 року як перший українець, обраний до однієї із провінційних законодавчих палат Канади. Служив депутатом завдяки голосам виборців у дільниці, де переважали українці. 1922 року програв вибори до Законодавчих зборів Альберти українцеві Майкові Чорногузові, що висувався від іншої партії й походив з того ж села, що й Шандро.
У 1940 році Шандро був звинувачений у крадіжці чотирьох готівкових зернових квитків і «виголошенні» документів, знаючи, що вони підроблені, але у травні 1940 року Верховний суд Альберти виправдав його.
Його внучатий племінник Тайлер Шандро є членом Законодавчих зборів Альберти від Калгарі-Академії з 2019 року.